# Solicitace
Solicitace (latinsky sollicitatio) je naléhavá žádost, popřípadě vymáhání nějakého požadavku. V kanonickém právu se pod pojmem solicitace rozumí zločin, který spočívá ve svádění kajícníka (penitenta) zpovědníkem ke hříchu proti přikázání Desatera „nesesmilníš“. V rámci římskokatolické církve jsou tresty za tento čin specifikovány v c. 1387 CIC. Po poslední reformě kanonického práva již není povinností kajícníka takovýto pokus ohlásit odpovědným církevním úřadům.
Citace: Kán. 1387:
Kněz, který při udílení nebo při příležitosti nebo pod záminkou svátosti smíření svádí kajícníka ke hříchu proti šestému přikázání Desatera, bude potrestán podle závažnosti zločinu suspenzí, zákazy, zbaveními a v závažnějších případech propuštěn z duchovního stavu.